# Teenage Mutant Ninja Turtles (actionfigurer)
Teenage Mutant Ninja Turtles som actionfigurer har tillverkats av Playmates Toys sedan 1988. Personal på Mirage Studios i Northampton, Massachusetts har utvecklat koncept och design för flera av figurerna, fordonen och övrigt.
De första serierna av figurerna dök upp på leksakshyllorna ett år efter premiären av 1987 års tecknade TV-serie. Då Playmates inte ville ta risker på en mindre TV-serie, begärde man att en tecknad TV-serie först skulle produceras.  Här fanns alla de ursprungliga huvudkaraktärerna: Leonardo, Donatello, Michelangelo, Raphael, Splinter, April O'Neil, Shredder, en Fotsoldat, Bebop och Rocksteady. 
Utseendemässigt hade sköldpaddorna här likheter med hur de såg ut i Mirageserierna.
Snabbt dök andra actionfigurer upp, bland andra Casey Jones, Ace Duck och Fugitoid (från Mirageserierna) och som Krang, Baxter Stockman, och General Traag.
1989 började Playmates Toys experimentera med olika versioner av actionfigurerna. Serien Wacky Action skapades. Dessa figurer kunde skruvas upp (Rock N Roll Michelangelo, Breakfightin' Raphael och liknande).
Wacky Action följdes snart av serier som Talkin' Turtles, Head Droppin' Turtles, Mutatin' Turtles, Storage Shell Turtles och flera andra versioner kom under 1990-talet.

## Fordon och tillbehör
Flera fordon och tillbehör kom också från leksaken, som sköldpaddornas partyvagn och luftskepp, Krangs och Shredders Teknodrom, med mera.
Förutom fordon och platser som sågs i TV-serien skapades flera andra tillbehör, huvudsakligen gjort av kloakdelar och soptunnor. Även andra tillbehör, som Bebop och Rocksteadys Psycho Cycle, och sköldpaddornas pizzakastare.

## Movie Stars och Toon Turtles
Då den andra långfilmen hade biopremiär 1991 gjorde Playmates Toys en serie figurer baserade på filmen.
1992 utkom även så kallade Toon Turtles, vilka såg ut mer som i TV-serien. Här släpptes även andra figurer från TV-serien, som neutrinerna och April O'Neils arbetskamrater, Irma Langinstein, Burne Thompson och Vernon Fenwick.
Då den tredje långfilmen hade biopremiär 1993 släpptes ytterligare en serie Movie Star, nu med sköldpaddorna i samurajrustning, liksom andra karaktärer. Figurerna Giant Movie III Samurai släpptes också samtidigt, med masker som kunde tas av och den mystiska spiran som i filmen innehöll prylen som sände dem tillbaka i tiden till feodal-Japan.

## Mini Mutants
1994 släppte Playmates, samtidigt som man marknadsförde figurer som Mighty Max och Polly Pocket tillverkades även minifigurer som kallades "Mini Mutants". Det fanns "Turtle Transport Combos" som innehöll en figur och två fordon. "Bodacious Battlesets" innehöll fyra lekset som kunde byggas samman genom broar och plattformar, och innehöll en figur. "Turtle Top Playsets" såg ut som en karaktärs huvud, men kunde öppnas till ett tvåvåningslekset, och innehöll tre actionfigurer. "Carry Along Playsets", fanns i skepnad av Raphaels sai, Leonardos katana och en Turtle Communicator. Dessa utkom med tre figurer. Slutligen utkom fyra lekset vid namn "Turtle in a Turtle" som var figurer som liknade de fyra sköldpaddorna och var omkring 6 inch längre än de vanliga figurerna, deras huvuden, magar och skal kunde öppnas och bli ett lekset. Båda hade avtagbar rustning med tema, och två figurer medföljde.

## Reklam
TV-reklam för TMNT-actionfigurer innehöll scéner från TV-serierna, men TV-rösterna var ersatta av reklamrösterna, ibland med en dialog. Efter filmframgångarna användes även liknande scéner, som från "Coming Out of our Shells" Tour.

## Teman
Under 1990-talet släpptes actionfigurer med olika teman. Då Batman blivit berömd för hundratals prylbärande actionfigurerna, blev TMNT-figurerna synonymt med flera historiska och populärkulturella teman. Flera koncept och trender resulterade i bland annat:
- Figurerna med olika utrustning; Leo, the Sewer Samurai, Don, the Undercover Turtle, Mike, the Sewer Surfer och Raph, the Space Cadet. (1990)
- Mutant Military - Olika figurer i militärutrustning - Lieutenant Leo, Pilot Don, Midshipman Mike och Raph, the Green Teen Beret. (1991)
- Rock'n Rollin' - Musiktema; Classic Rocker Leo, Punker Don, Rappin' Mike och Heavy Metal Raph. (1991)
- Sewer Sports All-Stars - sporttema; bland annat, T.D. Tossin' Leo, Slam Dunkin' Don, Shell Slammin' Mike och Grand Slammin' Raph. (1991)
- Wacky Wild West - Vilda Västern-tema; Chief Leo, Crazy Cowboy Don, Bandito-Bashin' Mike och Sewer Scout Raph. (1992)
- Cave-Turtles - Stenåldern som tema i boxseten "Collectible Turtle Combo"; bland annat Dingy Dino, Don and his Trippy Tyrannosaurus, Mike and his Silly Stegosaurus och Raph and his Tubular Pterodactyl. (1992-19'93)
- Turtle Trolls - Då trolldockor var populära i början av 1990-talet; Leo, Don, Mike och Raph med långt konstgjort hår. (1993)
- Universal Studios Monsters - Klassiska figurer med monstertema; bland andra, Leonardo som varulv, Donatello som Dracula, Michelangelo som Frankenstein, Raphael som mumie och April som Frankensteins brud. (1993-1994)
- Star Trek - En crossover då Playmate Toys ägde rättigheter till både Star Trek och TMNT; Captain Leonardo, First Officer Don, Chief Engineer Michelangelo och Chief Medical Officer Raphael. (1994)
- Adventurers - Figurererna utrustade för äventyr; Deep Sea Diver Leonardo, Arctic Donatello och Safari Michelangelo. (1995)
- Jim Lees TMNT - Omstylade TMNT-figurer baserade på design av den berömde serietecknaren Jim Lee. (1995)
- Mutant Masters - Sköldpaddorna som animeinspirerade krigare, som "urtida mystiska krigare"; Leonardo Wind Warrior, Donatello Water Warrior, Michelangelo Thunder Warrior och Raphael Fire Warrior. (1997)

## 1996-1998
1996 avslutades 1987 års tecknade TV-serie. 1997-1998 sändes TV-serien Ninja Turtles: The Next Mutation, med skådespelare. Actionfigurer till den släpptes, bland annat den muterade flicksköldpaddan Venus. De kommande åren var fenomenet på fortsatt nedgång. Tre år hade gått sedan den senaste långfilmen, och TMNT fanns nu inte längre i TV. TMNT-fenomenet kom nu att genomgå en nedgång i tillverkningen av actionfigurer

## 2000-talets pånyttfödelse
Den 8 februari 2003 startade 2003 års TV-serie. Med den kom en serie actionfigurer, precis som 1988. Dessa påminde dock mer om den TV-serie de var baserade på.
Samlingen fortsatte framgångsrikt till 2006 med ny design av karaktärerna, och även koncept som 1993 års Cave-Turtles. TV-serien blev sedan Fast Forward, med framtidstrema. Därefter kom en våg av TMNT-figurer baserade på 2007 års film.
I början av september 2007 meddelades att företaget NECA fått licens på att tillverka figurer baserade på de ursprungliga Mirageserierna. Dessa började släppas under tidigt 2008.
I januari 2009, till minne av 25-årsjubileet, återlanserade Playmates den första serien från cirka 1988, inklusive Slash och partyvagnen. Party Wagon. Varje figur var packad med ett kort, och en DVD med ett avsnitt från 1987 års TV-serie. En separat serie med ny design planerades också, men släpptes aldrig av Playmates. Figurerna var baserade på de tidiga Mirageserierna och bestod av Splinter, Shredder, och en Fotsoldat samt sköldpaddorna, alla med röd bandana. Dessa avslöjades första gången i tidskriften Nintendo Power.

## Playmates
2012 släppte Playmates en ny serie Turtlesfigurer, främst bestående av figurer från 2012 års Turtlesserie.

### Fotnoter
1. ↑  About the Creators Arkiverad 20 april 2009 hämtat från the Wayback Machine. TMNT25.com (January 2009). Läst 31 januari 2009.
2. ↑  ”Mini-Mutants”. Tmnttoys.com. Arkiverad från originalet den 31 juli 2013. https://web.archive.org/web/20130731140401/http://www.tmnttoys.com/minis.html. Läst 26 juli 2010.
3. ↑  Cochran, Jay Black & White Teenage Mutant Turtle Figures Coming From NECA TNI News (January 23, 2008). Läst 30 januari 2009.
4. ↑  Teenage Mutant Ninja Turtles 25th Anniversary Action Figures Arkiverad 31 januari 2009 hämtat från the Wayback Machine. DailyDrop.com (28 januari 2009). Läst 30 januari 2009.
5. ↑  Newton Gimmick (5 oktober 2009). ”TMNT products from Playmates, NOT DEAD?” (på engelska). Infinite Hollywood. Arkiverad från originalet den 6 mars 2010. https://web.archive.org/web/20100306173405/http://www.infinitehollywood.com/2009/10/tmnt-products-from-playmates-not-dead.html. Läst 9 mars 2010.
6. ↑  ”Teenage Mutant Ninja Turtles Figures” (på engelska). Hot Toys. 25 augusti 2013. Arkiverad från originalet den 10 juni 2015. https://web.archive.org/web/20150610213224/http://www.thehottoys.com/2013/08/teenage-mutant-ninja-turtles-figures/. Läst 15 juli 2015.
7. ↑  ”Fresh From The Sewer, All-New Teenage Mutant Ninja Turtles Return to New York City” (på engelska). Playmates Toys. 10 februari 2012. Arkiverad från originalet den 16 juli 2015. https://web.archive.org/web/20150716032441/http://www.playmatestoys.com/news/news-stories/fresh-from-the-sewer-all-new-teenage-mutant-ninja-turtles-return-to-ny. Läst 15 juli 2015.